# Lena Hofsberger
Lena Birgitta Andersson Hofsberger, född Andersson den 17 augusti 1954 i Karlstad, är en svensk verkställande direktör.
Hon avlade filosofie kandidatexamen 1975 och civilekonomexamen 1978. År 1981 blev hon verkställande direktör för Gothenburg Airport Restaurants AB, 1987 för SAS Service Partner Restaurants AB och 1987 för Checkers AB. Sedan 2012 är hon styrelseordförande för omsorgsföretaget Ambea.
År 2018 fick Hofsberger som första kvinna priset som Nordens bästa styrelseordförande, Chair of the Year, för sitt mångåriga arbete som styrelseordförande i Ambea. Priset delas ut av den norska organisationen Styreinformasjon.
Hon är dotter till Gunnar Andersson och Margit, född Karlsson.